# Else Gwinner
Else Gwinner, död 1601, var en kvinna som avrättades för häxeri i Offenberg i Tyskland. Hennes fall är ett exempel på hur tortyr fungerar. 
Else Gwinner arresterades för häxeri mitt under en pågående häxprocess efter att ha blivit utpekad av två andra kvinnor under tortyr. Den 31 oktober ställdes hon inför den katolska inkvisitionen. Hon nekade till anklagelsen och sade att hon var oskyldig. Domstolen uppmanade henne att erkänna för att bespara sig själv lidandet under tortyren, men hon vägrade. Under en hel vecka utsattes hon för tortyr, men vägrade att erkänna. Då hon slutligen gjorde det för att slippa smärtan, tog hon tillbaka sitt erkännande så fort tortyren var över. Under tiden hade hennes dotter Agathe också arresterats och angav under tortyr sin mor som häxa, vilket gjorde rätten ännu ivrigare att få ett direkt erkännande från Else.
Efter 55 dagar av tortyr, bröt hon samman och erkände att hon var en häxa, utpekade två andra personer och lovade rätten att namnge fler. Tortyren upphörde då, och när hon hämtat sig, tog hon tillbaka sitt erkännande och även sitt utpekande av de personer hon angivit. Den här gången kunde man inte få henne att erkänna en gång till, men rätten hade fått nog och dömde henne som skyldig mot hennes nekande.
Else Gwinner brändes levande på bål den 21 december 1601 utan att ha erkänt slutgiltigt. 